# HaSeul
HaSeul è il terzo singolo del girl group sudcoreano Loona, pubblicato nel 2016 dalla cantante HaSeul come parte del progetto di pre-debutto.

## Tracce
1. Let Me In (소년, 소녀) (HaSeul solo) – 3:08 (testo: Oreo – musica: Oreo)
2. The Carol (HeeJin, HyunJin & HaSeul collaboration) – 3:27 (testo: G-High, Choi Young-kyung (MonoTree) – musica: Choi Young-kyung (MonoTree), Park Asher)

## Classifiche
| Classifica (2016) | Posizione massima |
| ----------------- | ----------------- |
| Corea del Sud     | 35                |